# سده (مقاطعة فسا)
سده (بالفارسية: سده) هي قرية تقع في قسم ميانده الريفي في إيران. يقدر عدد سكانها بـ 278 نسمة بحسب إحصاء 2016.